# Fortaleza de Klis

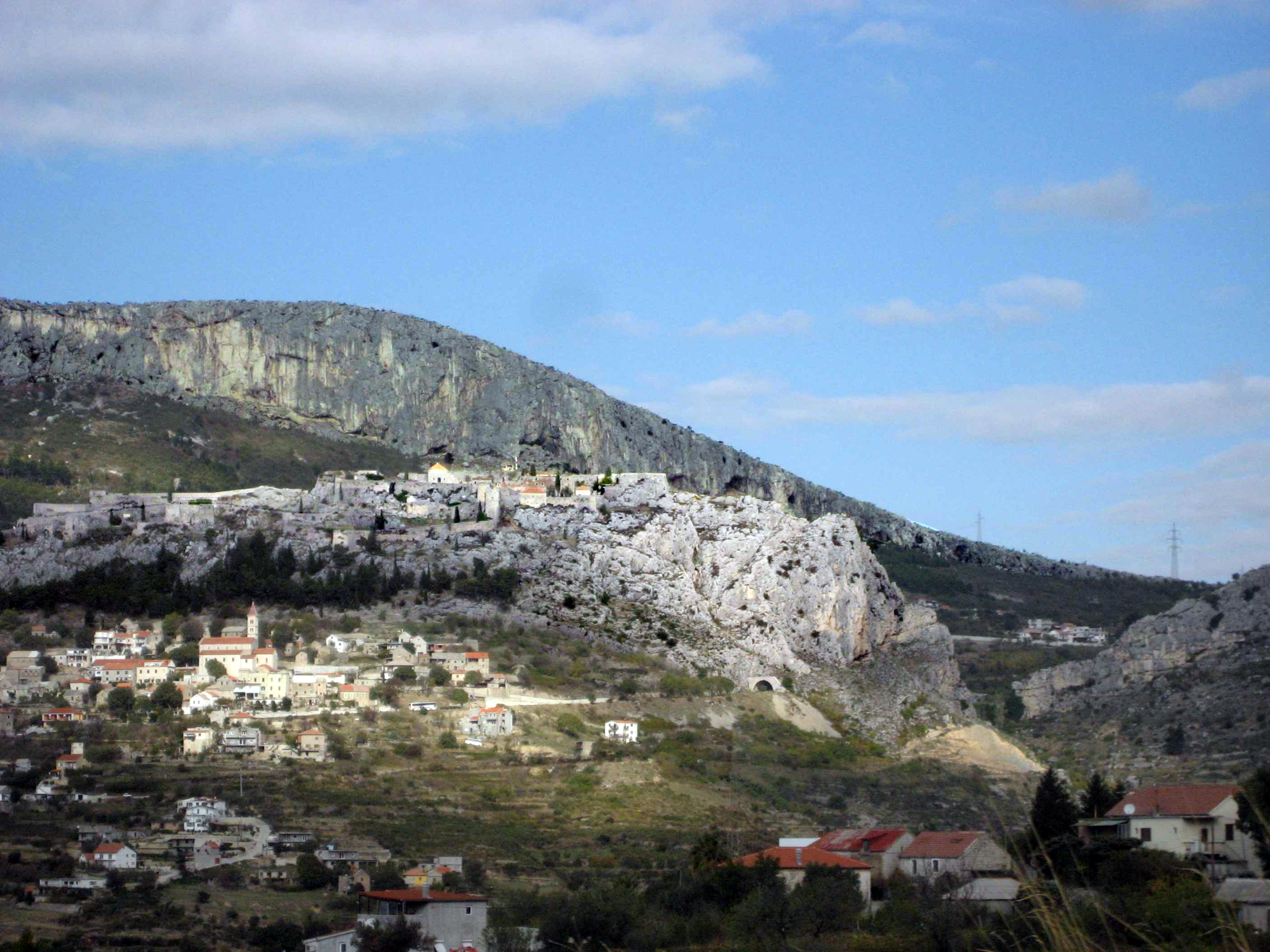
Vista de la fortaleza de Klis y el poblado del mismo nombre.

La fortaleza de Klis (en croata: Tvrđava Klis) es una fortaleza medieval localizada sobre el pueblo del mismo nombre, cerca de Split, Croacia. Desde sus orígenes como un pequeño fuerte de la antigua tribu iliria, pasando por su empleo como castillo real de múltiples monarcas croatas, hasta su desarrollo final como fortaleza grande durante las guerras otomanas en Europa, la construcción ha protegido la frontera y ha sido conquistada y reconquistada con el paso de los años. Dada su ubicación en un paso que separa las montañas Kozjak y Mosor, fungió como elemento principal de defensa en Dalmacia, especialmente contra el avance otomano, además de ser una confluencia clave entre el Mediterráneo y la porción posterior de la península balcánica.

## Ubicación
La fortaleza está localizada sobre el pueblo del mismo nombre, en una cumbre aislada de un paso que divide las montañas de Kozjak y Mosor. Su localización permitía la vigilancia del camino que comunicaba Solin con Sinj e históricamente controlaba el paso de Bosnia y la Croacia interior a esta porción de Dalmacia. En este sentido, por su posición estratégica se le consideraba una de las fortificaciones más importantes de la región. Inaccesible desde tres lados, según escribió John Gardner Wilkinson, los ejércitos que invadieron la posición sintieron su importancia; Klis fue «un punto contra el que sus ataques siempre estaban dirigidos y se destaca por los múltiples asedios que resistió».

## Historia

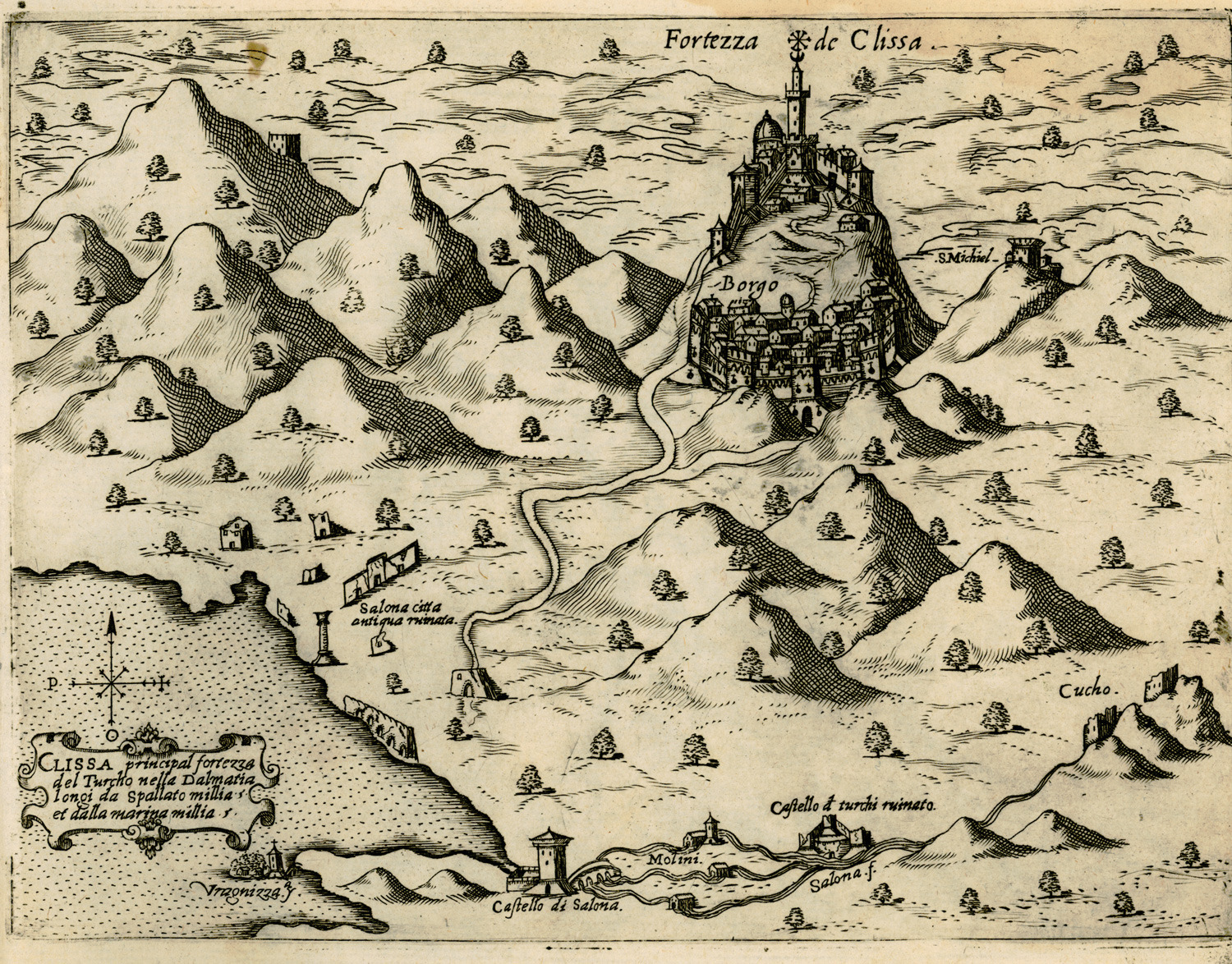
Mapa de Klis del italiano Giovanni Francesco Camocio (1574).

La antigua tribu iliria, que mantuvo una fortaleza en ese lugar, representó el primer grupo de personas que habitó el sitio de la posterior fortaleza de Klis. Derrotados en varias ocasiones, alrededor del año 9 a. C. los romanos los anexionaron. Por su parte, estos denominaron el lugar como «Andetrium» o «Anderium» y, años después, «Clausura», palabra que dio origen a los nombres «Clissa» y «Klis». El camino que conducía de Klis a Salona se llamaba «Via Gabiniana», que al parecer lo edificó Tiberio, según una inscripción que se encontró en Salona. De acuerdo con Joseph Lavalleé, la descripción que se hizo del asedio de la ciudad durante las guerras ilíricas, a manos de ese emperador, demuestra que el lugar era «tan fuerte como lo es en la actualidad [1805]». Luego de la caída del Imperio romano de Occidente, los bárbaros tomaron el poder en la región alrededor de Klis. En un primer momento gobernó Odoacro y, posteriormente, Teodorico el Grande, que estableció un reino ostrogodo. Más tarde, Justiniano I mantuvo «casi una guerra continua» de unos cuarenta años para recuperar el antiguo Imperio romano. Para el año 537, había logrado retomar Dalmacia e integrarla en el Imperio bizantino.
El nombre de Klis se registró en el capítulo veintinueve del De Administrando Imperio de Constantino VII. Mientras describe el asentamiento romano de Salona, el emperador habla de la fortaleza, diseñada para evitar que los pueblos eslavos atacaran las ciudades costeras y caminos. No obstante, en 614, los eslavos o ávaros saquearon y destruyeron el lugar, capital de la provincia de Dalmacia. La población huyó al palacio amurallado de Split, que pudo resistir. Por tanto, esa ciudad acabó por convertirse en una de las más importantes de la región. Tiempo después, probablemente en torno al año 626, los croatas expulsaron a los ávaros por invitación del emperador Heraclio, que les había ofrecido nuevos hábitats en la provincia. A partir del siglo VII, fungió como fuerte croata y, más tarde, una de las residencias de los gobernantes de Croacia. Pese a la señoría franca, ese pueblo cumplió prácticamente ningún papel en Croacia durante el periodo entre las década de 820 y 840. Luego de la muerte de Mislav y siendo Trpimir I el primero, a Klis lo gobernaron miembros reales de la Dinastía Trpimirović, los primeros duques del Ducado croata y, posteriormente, reyes del Reino croata. Tales personajes convirtieron el fuerte romano en su capital.

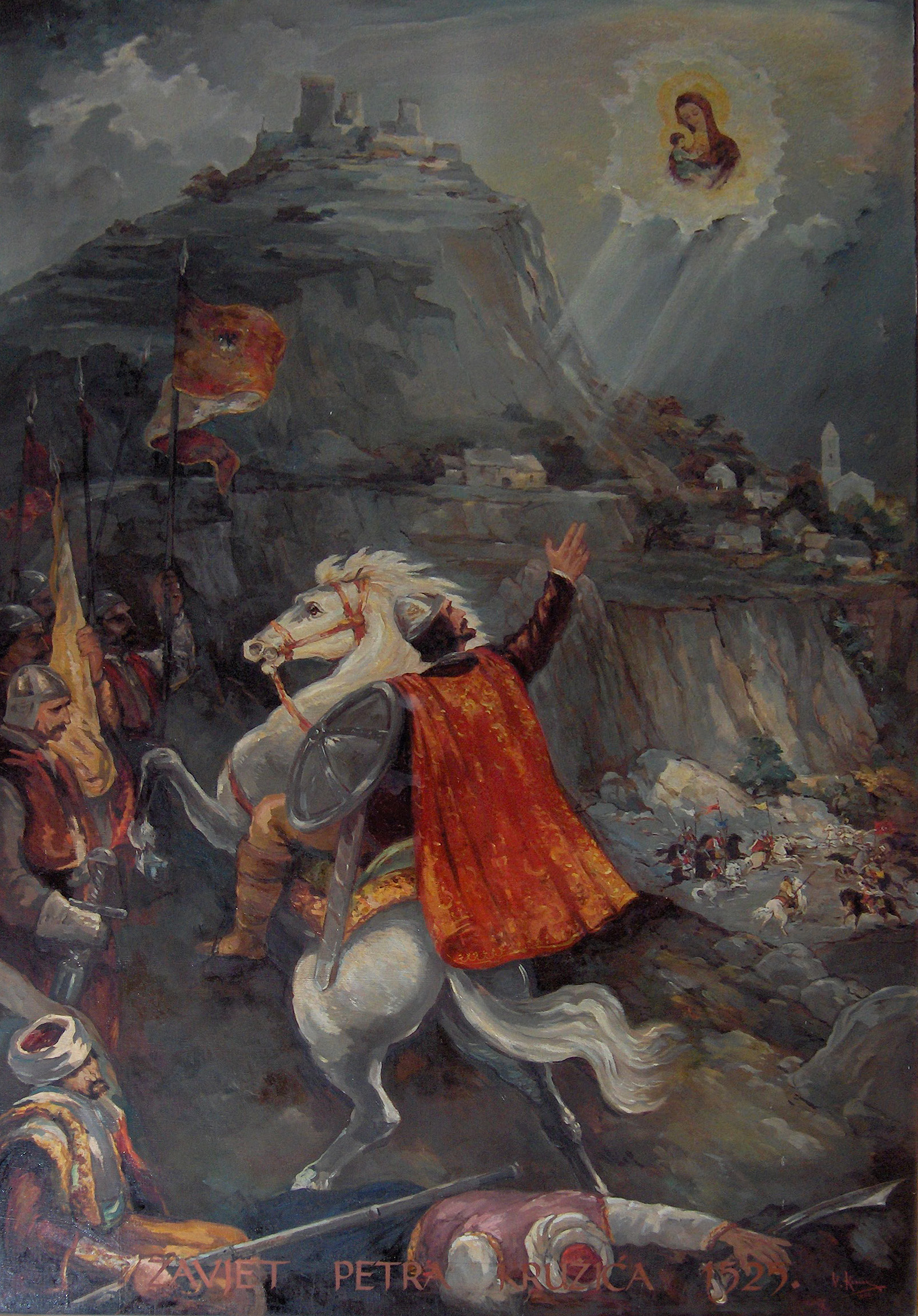
Petar Kružić derrota al ejército turco, obra del croata Josip Horvat Međimurec.

También mejoraron las relaciones con los bizantinos durante el mandato de Trpimir I, que trasladó su residencia principal de Nin a Klis. Más tarde, durante el reinado de Tomislav no existió una capital permanente, aunque los castillos de Klis y Biograd fueron sus residencias principales. La dinastía Trpimirović terminó con la muerte de Esteban II, sobrino de Petar Krešimir IV, en 1090. Doce años después, Colomán de Hungría negoció con nobles croatas la creación de una monarquía dual que conjugó el reino de Hungría y el de Croacia. Para 1217, el rey Andrés II de Hungría transfirió el castillo a los caballeros templarios. Aunque el monarca era reacio a encomendarlo a los magnates locales —pues era su voluntad darlo a Split para la defensa de la ciudad que, sin embargo, mostró poco interés—, poco después los templarios perdieron el control de la fortaleza —en cambio, el rey les otorgó la ciudad costera de Šibenik—, que acabó en manos del noble Domald de Sidraga. Al cabo de unos años, Jorge Šubić, príncipe de Split, tomó control de Klis y pese a que en 1229 Domald y sus partidarios retomaron el poder de la fortaleza, nuevamente Šubić lo derrocó y se mantuvo como príncipe de Split al menos hasta 1234.
En marzo de 1242, los tártaros fueron derrotados en Klis. Creían que el rey Bela IV estaba en la fortaleza, por lo que atacaron desde todos los lados. Sin embargo, la ubicación limitó el daño que pudieron causar y, al saber que el monarca no se encontraba allí, claudicaron en su ofensiva. Durante la invasión mongola, en ese lugar nació la princesa Margarita, octava hija de Bela VI y María Láscarina. En las últimas décadas del siglo XIII, el debilitamiento de la autoridad real permitió que la familia Šubić retomara su rol preponderante. En mayo de 1312, Mladen II, que sucedió a Pablo I Šubić como Ban de Croacia y Dalmacia, compartió ciudades entre sus hermanos y le otorgó Klis, Omiš y Nin a Jorge II Šubić, cuyo hijo, Mladen III Šubić, también recibió la propiedad de la fortaleza. Años después, entre 1387 y 1389, Tvrtko I de Bosnia tomó control de varias partes de Eslavonia, Dalmacia y Croacia, Klis entre ellas.
De acuerdo con Singleton, la fortaleza constituyó «una importante posición defensiva contra los turcos». En este sentido, el señor feudal Petar Kružić conformó una guarnición que, con base en Klis, defendía el área de los invasores y cometía actividades de saqueo y piratería contra embarcaciones costeras. Aunque reconocían la soberanía de Fernando I —rey de Croacia desde 1527— Kružić y sus uscocos actuaban por su cuenta. En 1536, ante la amenaza de las fuerzas otomanas, pidió ayuda al monarca que, sin embargo, tenía su atención centrada en la incursión de Eslavonia. Según Setton, Klis estuvo bajo asedio constante desde junio de 1534, además de que Paulo III aparentemente reclamó algunos derechos sobre la fortaleza y, dos años después, en la curia romana se discutió sobre incrementar sus defensas. Tanto el papa como el monarca enviaron en conjunto unos 3000 soldados, comandados por Kružić, un comisionado papal, Jacomo Dalmoro d'Arbe, y Niccolo dalla Torre. Aunque el 9 de marzo de 1537 desembarcaron junto con cuatro piezas de artillería, tres días después los soldados se vieron superados por la llegada de tropas turcas. En este sentido, Solimán el Magnífico mandó 8000 hombres, comandados por Amurat Vaivoda, para sitiar la fortaleza.
Luego de un prolongado asedio, levantado brevemente por las adversas condiciones climatológicas, el 12 de marzo de 1537 los otomanos vencieron a la guarnición defensora que, ante la muerte de Kružić —cuya cabeza cercenada se exhibió frente al fuerte—, optó por rendirse. Vaivoda se convirtió en el primer gobernante del nuevo sanjacado de Klis. La fortaleza se mantuvo bajo control otomano por 111 años, hasta su ocupación por Venecia durante la guerra de Candía, excepto por un breve periodo en 1596. El 7 de abril de ese año, unos cuarenta hombres uscocos se introdujeron y tomaron el control de la fortaleza. No obstante, los invasores se rindieron ante el embate turco el 31 de mayo.